# Lars Boom
Lars Boom (Vlijmen, 30 dicembre 1985) è un dirigente sportivo, ex ciclista su strada, ciclocrossista e mountain biker olandese.
Già campione del mondo di ciclocross nel 2008, è stato professionista su strada dal 2009 al 2019, vincendo una tappa alla Vuelta a España 2009 e una al Tour de France 2014, un Eneco Tour e due Tour of Britain. Dopo il ritiro dalle corse è divenuto direttore sportivo del team femminile SD Worx.

## Carriera

### Gli esordi e le vittorie nel ciclocross
Protagonista nelle competizioni di ciclocross già nelle categorie giovanili, Boom diventa campione del mondo Juniores di specialità nel 2003 e campione del mondo Under-23 nel 2007. Nel 2008, al primo anno tra gli Elite, riesce ad aggiudicarsi anche il titolo mondiale di ciclocross di categoria, battendo Zdeněk Štybar e Sven Nys sul traguardo di Treviso. Dal 2007 al 2012, inoltre, conquista per sei volte il campionato nazionale di specialità.
Per quanto riguarda l'attività su strada, si specializza presto nelle cronometro brevi e nelle corse di un giorno. Da Under-23, vestendo la maglia della Rabobank Continental, ottiene diversi successi sfruttando spesso l'abilità nelle prove contro il tempo: nel 2006 trionfa alla Volta ao Distrito de Santarém e al Triptyque des Monts et Châteaux, nel 2007 si aggiudica il Tour de Bretagne, l'Omloop der Kempen, due tappe all'Olympia's Tour e il titolo mondiale a cronometro under-23, mentre nel 2008 vince l'Olympia's Tour, la Volta a Lleida e il titolo nazionale Elite sia in linea che a cronometro.

### 2009-2014: il professionismo e le vittorie a Tour e Vuelta
Nel 2009 passa al professionismo con la Rabobank: in stagione vince la classifica generale del Giro del Belgio e, con un arrivo in solitaria, la tappa di Cordova alla Vuelta a España. L'anno dopo si aggiudica il prologo della Parigi-Nizza e partecipa per la prima volta al Tour de France, mentre nel 2011, sempre in maglia Rabobank, vince la prima tappa della Tirreno-Adriatico (cronometro a squadre), il prologo del Critérium du Dauphiné e la classifica finale del Tour of Britain.
Nel 2012 si mette in evidenza alla Parigi-Roubaix, riuscendo a cogliere un sesto posto finale, ai campionati nazionali – con il secondo posto sia in linea che a cronometro – e all'Eneco Tour, nel quale, pur senza successi di tappa, ottiene il successo nella graduatoria finale; in stagione partecipa anche ai Giochi olimpici di Londra, correndo sia la gara in linea che quella a cronometro, e ai campionati del mondo di Valkenburg, piazzandosi quinto nella prova in linea vinta da Philippe Gilbert. A inizio 2013 si impone nella cronometro del Tour Méditerranéen e in una tappa del Tour du Haut-Var, che chiude al secondo posto della generale; nel giugno dello stesso anno fa quindi suo lo Ster ZLM Toer, mentre in agosto, grazie a tre podi di tappa, vince la classifica a punti dell'Eneco Tour. Nel 2014 è protagonista al Tour de France, con il successo in solitaria nella tappa del pavé con arrivo ad Arenberg, e all'Eneco Tour, dove chiude secondo.

### 2015-2019: il biennio in Astana e gli ultimi anni
Nel biennio 2015-2016, lasciata la Belkin (ex Rabobank), veste la maglia dell'Astana. Nel 2015 è sesto al Giro delle Fiandre e quarto alla Parigi-Roubaix, e si aggiudica la prima tappa del Giro di Danimarca; l'anno dopo non va oltre il sesto posto all'E3 Harelbeke e alcuni piazzamenti in frazioni di brevi corse a tappe.
Nel 2017, tornato alla Belkin (divenuta nel frattempo Lotto NL), vince una tappa al BinckBank Tour, e quindi una cronometro e la classifica finale del Tour of Britain, corsa che lo aveva già visto trionfare nel 2011; si impone poi anche nel campionato nazionale di MTB Marathon. Non ottiene successi su strada nel 2018 (anno in cui è campione europeo di MTB beach race), come neanche nel 2019, stagione in cui, lasciata la Lotto NL, veste la divisa della formazione Professional Continental Roompot-Charles. Conclude l'attività agonistica a fine 2019.

## Palmarès

### Strada
- 2003 (Juniores)

2ª tappa, 2ª semitappa Giro della Toscana Juniores
- 2005 (Rabobank Continental Team)

2ª tappa Triptyque des Barrages
Classifica generale Triptyque des Barrages
2ª tappa Tour de la Somme
- 2006 (Rabobank Continental Team)

3ª tappa Volta ao Distrito de Santarém (Alpiarça > Alpiarça, cronometro)
Classifica generale Volta ao Distrito de Santarém
2ª tappa Triptyque des Monts et Châteaux (Vieux-Leuze > Vieux-Leuze, cronometro)
Classifica generale Triptyque des Monts et Châteaux
- 2007 (Rabobank Continental Team)

Prologo Tour de Normandie (Mondeville, cronometro)
Prologo Tour de Bretagne (Jersey > Jersey, cronometro)
5ª tappa Tour de Bretagne (Missillac > Missillac, cronometro)
Classifica generale Tour de Bretagne
Omloop der Kempen
Prologo Olympia's Tour (Varsseveld > Varsseveld, cronometro)
4ª tappa Olympia's Tour (Heerhugowaard > Heerenveen)
6ª tappa Olympia's Tour (Hardenberg > Hardenberg, cronometro)
Campionati olandesi, Prova a cronometro Under-23
Campionati del mondo, Prova a cronometro Under-23
- 2008 (Rabobank Continental Team)

3ª tappa Tour de Bretagne (Le Cambout > Fréhel)
6ª tappa Tour de Bretagne (Dol-de-Bretagne > Dol-de-Bretagne, cronometro)
6ª tappa, 2ª semitappa Olympia's Tour (Gendringen > Gendringen, cronometro)
7ª tappa Olympia's Tour (Varsseveld > Buchten)
Classifica generale Olympia's Tour
6ª tappa Volta Ciclista Internacional a Lleida (Les > El Pont de Suert)
Classifica generale Volta Ciclista Internacional a Lleida
1ª tappa Circuito Montañés (Santander > El Astillero)
5ª tappa, 2ª semitappa Circuito Montañés (Renedo > Renedo, cronometro)
7ª tappa Circuito Montañés (Potes > Santander)
Campionati olandesi, Prova in linea
4ª tappa Vuelta Ciclista a León (Villaquilambre)
Campionati olandesi, Prova a cronometro
- 2009 (Rabobank, due vittorie)

Classifica generale Giro del Belgio
15ª tappa Vuelta a España (Jaén > Cordova)
- 2010 (Rabobank, due vittorie)

Prologo Parigi-Nizza (Montfort-l'Amaury > Montfort-l'Amaury, cronometro)
Grand Prix Jef Scherens
- 2011 (Rabobank Cycling Team, cinque vittorie)

Prologo Tour of Qatar (Cultural Village > Cultural Village, cronometro)
Prologo Critérium du Dauphiné (Saint-Jean-de-Maurienne > Saint-Jean-de-Maurienne, cronometro)
3ª tappa Tour of Britain (Stoke-on-Trent > Stoke-on-Trent)
6ª tappa Tour of Britain (Taunton > Wells)
Classifica generale Tour of Britain
- 2012 (Rabobank Cycling Team, due vittorie)

3ª tappa Ster ZLM Toer (Verviers > La Gileppe)
Classifica generale Eneco Tour
- 2013 (Blanco Pro Cycling Team, quattro vittorie)

2ª tappa Tour Méditerranéen (Cap d'Agde > Sète, cronometro)
2ª tappa Tour du Haut-Var (Draguignan > Draguignan)
3ª tappa Ster ZLM Toer (Verviers > La Gileppe)
Classifica generale Ster ZLM Toer
- 2014 (Belkin Pro Cycling Team, una vittoria)

5ª tappa Tour de France (Ypres > Arenberg Porte du Hainaut)
- 2015 (Astana Pro Team, una vittoria)

1ª tappa Giro di Danimarca (Struer > Holstebro)
- 2017 (Team Lotto NL-Jumbo, tre vittorie)

5ª tappa BinckBank Tour (Sittard-Geleen > Sittard-Geleen)
5ª tappa Tour of Britain (Tendring > Tendring, cronometro)
Classifica generale Tour of Britain

#### Altri successi
- 2006 (Rabobank Continental Team)

Classifica giovani Volta ao Distrito de Santarém
- 2007 (Rabobank Continental Team)

Classifica giovani Volta ao Distrito de Santarém
- 2010 (Rabobank)

Natourcriterium Boxmeer (Boxmeer)
- 2011 (Rabobank Cycling Team)

1ª tappa Tirreno-Adriatico (Marina di Carrara > Marina di Carrara, cronosquadre)
Natourcriterium Boxmeer (Boxmeer)
Classifica a punti Tour of Britain
- 2013 (Blanco Pro Cycling Team)

Classifica a punti Eneco Tour

### Ciclocross
- 2001-2002 (Juniores)

Campionati olandesi, gara Juniores
- 2002-2003 (Juniores)

Campionati olandesi, gara Juniores
Campionato del mondo, gara Juniores
Azencross Juniores
- 2003-2004

Cyclocross Boxtel
Campionati olandesi, gara Under-23
- 2004-2005

Campionati europei, gara Under-23
Campionati olandesi, gara Under-23
- 2005-2006

Amersfoort Cyclocross
Cyclocross Veldhoven
Vlaamse Druivenveldrit
Grote Prijs Sven Nys, 5ª prova Gazet van Antwerpen Trofee
Campionati europei, gara Under-23
Campionati olandesi, gara Under-23
- 2006-2007

Campionati olandesi, gara Elite
Campionato del mondo, gara Under-23
Internationale Veldrit Heerlen
- 2007-2008

Veldrit Pijnacker, 3ª prova Coppa del mondo
Grote Prijs Montferland
Azencross, 5ª prova Gazet van Antwerpen Trofee
Campionati olandesi, gara Elite
Liévin Cyclo-cross, 7ª prova Coppa del mondo
Grote Prijs Adrie van der Poel, 8ª prova Coppa del mondo
Campionato del mondo Elite
- 2008-2009

Veldrit Pijnacker, 3ª prova Coppa del mondo
Jaarmarktcross Niel, 2ª prova Gazet van Antwerpen Trofee
Cyclo-cross de Nommay, 6ª prova Coppa del mondo
Campionati olandesi, gara Elite
Centrumcross van Surhuisterveen
- 2009-2010

Campionati olandesi, gara Elite
- 2010-2011

Grote Prijs Eric De Vlaeminck, 6ª prova Coppa del mondo
Campionati olandesi, gara Elite
- 2011-2012

Campionati olandesi, gara Elite

### Mountain biking
- 2017

Campionati olandesi, Cross country marathon
- 2018

Campionati olandesi, Cross country marathon
Campionati europei, Beach race

## Piazzamenti

### Grandi Giri
- Tour de France

2010: 130º
2011: ritirato (13ª tappa)
2013: 105º
2014: 97º
2015: non partito (10ª tappa)
- Vuelta a España

2009: 55º
2012: 107º
2018: 153º

### Classiche monumento
- Milano-Sanremo

2010: 94º
2011: 112º
2012: 32º
2015: 51º
2016: 25º
- Giro delle Fiandre

2010: 77º
2011: 37º
2012: ritirato
2013: 11º
2014: 93º
2015: 6º
2016: 11º
2017: 97º
2019: ritirato
- Parigi-Roubaix

2010: fuori tempo
2011: 12º
2012: 6º
2013: 14º
2014: 37º
2015: 4º
2016: ritirato
2017: ritirato
2019: 74º
- Liegi-Bastogne-Liegi

2012: ritirato
- Giro di Lombardia

2009: 102º

### Competizioni mondiali

#### Strada
- Campionati del mondo

Hamilton 2003 - In linea Juniores: 102º
Madrid 2005 - In linea Under-23: 11º
Salisburgo 2006 - Cronometro Under-23: 26º
Salisburgo 2006 - In linea Under-23: 82º
Stoccarda 2007 - Cronometro Under-23: vincitore
Stoccarda 2007 - In linea Under-23: 83º
Mendrisio 2009 - Cronometro Elite: 16º
Mendrisio 2009 - In linea Elite: 91º
Melbourne 2010 - In linea Elite:  41º
Copenaghen 2011 - In linea Elite: 29º
Limburgo 2012 - In linea Elite: 5º
Richmond 2015 - Cronosquadre: 8º
Richmond 2015 - In linea Elite: 81º
Bergen 2017 - Cronosquadre: 7º
Bergen 2017 - In linea Elite: 104º
- Giochi olimpici

Londra 2012 - In linea: 11º
Londra 2012 - Cronometro: 22º

#### Ciclocross
- Campionati del mondo[10]

Heusden-Zolder 2002 - Juniores: 38º
Monopoli 2003 - Juniores: vincitore
Pontchâteau 2004 - Under-23: 14º
St. Wendel 2005 - Under-23: 9º
Zeddam 2006 - Under-23: 2º
Hooglede-Gits 2007 - Under-23: vincitore
Treviso 2008 - Elite: vincitore
Hoogerheide 2009 - Elite: 20º
Heusden-Zolder 2016 - Elite: 14º
Bieles 2017 - Elite: 44º
- Coppa del mondo[10]

2005-2006 - Under-23: 18º
2006-2007 - Under-23: 8º
2007-2008 - Elite: 3º
2008-2009 - Elite: 5º
2010-2011 - Elite: 41º
2011-2012 - Elite: 45º
2015-2016 - Elite: 88º
2016-2017 - Elite: 59º

## Riconoscimenti
- Trofeo Gerrit Schulte nel 2007